# Passageiros (filme de 2008)
Passengers (bra/prt: Passageiros) é um filme de suspense de 2008, protagonizado por Anne Hathaway e Patrick Wilson, com direção de Rodrigo García.

## Enredo
Após acidente aéreo, a psicóloga Claire Summers (Anne Hathaway) é convocada para dar apoio psicológico aos cinco sobreviventes. Dando início ao tratamento, Claire encontra resistência num deles: Eric (Patrick Wilson), que se nega a ser ajudado e insiste num relacionamento amoroso com a psicóloga.
Claire vai então colhendo depoimentos que contradizem a versão oficial da companhia aérea. Além disso, ela percebe que os encontros são acompanhados de perto por alguns desconhecidos. Assim que um dos passageiros confirma ter havido uma explosão a bordo, ela tenta descobrir o que aconteceu. Os sobreviventes, porém, começam a desaparecer um a um, e Claire suspeita que a companhia aérea pode ser a responsável.

## Elenco
- Anne Hathaway .... Claire Summers
- Patrick Wilson ....  Eric
- Andre Braugher ....  Perry
- Dianne Wiest ....  Toni
- David Morse ....  Arkin
- William B. Davis ....  Jack
- Ryan Robbins ....  Dean
- Clea DuVall ....  Shannon
- Don Thompson ....  Norman
- Andrew Wheeler .... Blonde Man
- Chelah Horsdal ....  Janice
- Elzanne Fourie .... Emma
- Robert Gauvin ....  Paul

## Recepção
Passengers teve recepção mista por parte da crítica especializada. Com base de 8 avaliações profissionais, alcançou uma pontuação de 40 em 100 no Metacritic. No Rotten Tomatoes tem um índice de aprovação de 20%.